# Hedeoud Abdallah
Hedeoud Abdallah (en arabe : حيدود عبدالله), également par erreur connu sous le nom de Medeoud Abdallah (né le 10 mai 1932 à Settat au Maroc) est un footballeur marocain, qui évoluait au poste de milieu de terrain.

## Biographie
Demi gauche, bon technicien et très actif, il porte notamment les couleurs des Girondins de Bordeaux de 1956 à 1958, en provenance du RAC Casablanca.
Hedeoud Abdallah joue 55 matchs en Division 2 avec les Girondins. Il est par ailleurs demi-finaliste de la Coupe de France en 1957 avec ce club.